# Eurofor
 (juin 2017).
Si vous disposez d'ouvrages ou d'articles de référence ou si vous connaissez des sites web de qualité traitant du thème abordé ici, merci de compléter l'article en donnant les références utiles à sa vérifiabilité et en les liant à la section « Notes et références ».
L'EUROFOR, pour Force d'intervention rapide européenne ou en anglais : European Rapid Operational Force, était une force terrestre d’action rapide de niveau brigade/LCC (en anglais : Land Component Command) entre 1995 et 2012. 
Les quatre états partenaires étaient la France, l'Espagne, l'Italie, et le Portugal. Elle a contribué à plusieurs missions de maintien de la paix dans les Balkans.

## Historique
L'EUROFOR a été créée le 15 mai 1995 dans une démarche multilatérale en faveur de l'UEO. La France, l'Espagne et l'Italie, rejoints un an plus tard par le Portugal, décidèrent d'armer une force terrestre non permanente, capable de répondre aux missions définies dans les déclarations de Petersberg.
Elle est déclarée pleinement opérationnelle le 28 novembre 1997.

## Description
L'EUROFOR ne dispose pas d'unité organique, mais selon les missions d’un réservoir de forces (en théorie jusqu'à 10 000 militaires) pourvu par les quatre États contributeurs. L'État-major projetable, situé à Florence (caserne Predieri), comprenait 90 militaires dont 17 français. 
Ses orientations stratégiques étaient arrêtées annuellement lors d'un conseil interministériel qui réunissaient les Chefs d’État-major et un représentant du ministère des affaires étrangères des quatre États partenaires.

## Engagements
L'EUROFOR n'a toutefois jamais été engagée en tant que force constituée, elle a participé à des États-majors composites dans des missions de maintien de la paix : AFOR en Albanie (1999), KFOR au Kosovo (2000-2001), EUFOR Concordia en Macédoine (octobre-décembre 2003) puis EUFOR Althea (décembre 2006 - juin 2007) en Bosnie-Herzégovine.

## Décoration
- ruban EUROFOR.

## Clôture
La France a pris le commandement de l'EUROFOR en septembre 2008, pour deux ans. Un mandat fut donné par le CIMIN[C'est-à-dire ?], en juin 2007, pour étudier l'évolution possible de l'EUROFOR comme quartier général de groupement tactique (GT 1500) de l'Union européenne.
L'évolution de la politique commune de défense et de sécurité de l'Union européenne, la réduction des structures militaires de l'OTAN, comme l'adaptation de la stratégie extérieure et les restrictions budgétaires amènent l'Espagne, la France, l'Italie et le Portugal à dénoncer le traité de 1995. La Cour des comptes française pointe notamment un problème propres aux forces communautaires européennes : d'un côté, des forces qui ne peuvent être déployées et avec un processus de décision « bloquant » ; de l’autre, un État-major européen sans forces ; les deux n’étant pas reliés.
La cérémonie de clôture a lieu le 14 juin 2012, l'État-major d'EUROFOR cesse définitivement toute activité au 2 juillet 2012. L'existence des corps militaires européens permanents aura néanmoins participé à la création du concept des Groupements tactiques (GT1500) de l'Union européenne.